# 손실
손실이란 작은 의미로 손익분기점보다 총 매출액이 클 경우 발생되는 절대적 손실 가치이며, 큰 의미로는 손실 집단에 한하였을 때 그 안에서 발생하는 상대적 손실 가치까지 고려한 경제적 피해를 일컫는다.

## 최소 손실
최소 손실은 한 손실 집단 내에서 가장 적은 피해를 발생하도록 하는 손실을 일컫는다. 손실이 발생할 때 가장 우선시적으로 발생하는 것이 가장 효율적이다.
최소 손실은 절대적 손실 가치의 관점과 상대적 손실 가치의 관점에서 해석하는 바가 다르다.

일단 절대적 손실 가치의 관점에서는 금전적인 손해를 가장 적게 하기 위한 손실로, 예를 들자면 화장지를 구입할 때 가장 저렴한 화장지를 구입하는 것을 말한다.

다음으로 상대적 손실 가치의 관점에서는 금전적인 손해 뿐만이 아니라 기회 비용이나 매몰 비용과 같은 미정 가치까지 전부 고려한 우선 손실의 1단계 손실이다. 예를 들자면 화장지를 구입할 때 재질과 양 등을 전부 고려하여 구입하는 것을 말한다,

최소 손실은 최소 비용으로도 볼 수 있다. 이를테면, 손실 범위를 제한하여 경제 활동을 할 때, 이익을 배제하고 구입으로만 따지자면 손실은 비용이 된다.

## 같이 보기
- 절대적 손실 가치
- 상대적 손실 가치